# Villemagne-l'Argentière
Villemagne-l'Argentière é uma comuna francesa na região administrativa de Occitânia, no departamento de Hérault. Estende-se por uma área de 8,06 km². Em 2010 a comuna tinha 431 habitantes (densidade: 53,5 hab./km²).